# Xíl·luks

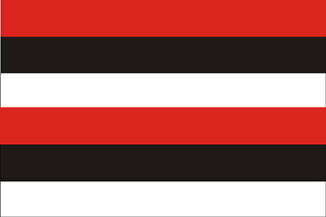
Bandera del Regne Xíl·luk

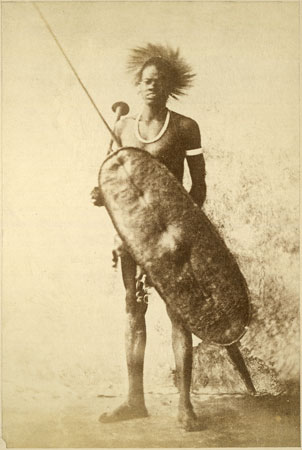
Guerrer xíl·luk cap al 1880

Els xíl·luks són una ètnia del Sudan del Sud, anglo egipci; habita a la vora occidental del Nil Blanc, entre els 12° i el 9° de latitud N.
Estan organitzats en un regne (el regne Xíl·lok). El rei (o Reth) és considerat diví i representació de tot el país. El seu primer rei, Nyikang, és adorat per la gent. La monarquia és hereditària i diu descendir del mitològic Nyikang.

## Geopolítica
Llançats els xíl·luks del seu primitiu territori a la vora del Sobat, van passar a la vall del Nil, del qual són avui els habitants més septentrionals. Al N. fins a Bahr el Ghazal viuen els xíl·luks pròpiament tals, mentre que a Bahr el Ghazal i Tonj es troben els jur o shur i els dembo i en un enclavament els Dinkes, més al S. (separat dels dinkes per l'amplada del país de Bongo i límit al dels nyam-nyam) viuen els belanda. Els xíl·luks habiten en uns 3.000 poblats i el seu nombre es calculava al primer quart de segle XX en un milió d'habitants. De pell obscura i cabells arrissats, els seus trets fisonòmics no són marcadament negres, havent de registrar-se més aviat (segons Georg August Schweinfurth) entre les races més nobles d'Àfrica. Sembla que procedeixen del mateix tronc que els fur del Sennar. D'estatura elevada i ben formats, s'empastifen el cos amb una capa de cendra, es pentinen artísticament, es tallen els incisius inferiors i s'hi claven trossos de quars als llavis. Els homes van completament nus; les dones porten un davantal de pell lligat a la cintura; no practiquen la circumcisió ni el tatuatge.
La seva llengua, afí de les altres del Nil, té, com les camítiques, la distinció de gèneres. Els xíl·luks, constantment en guerra amb els seus veïns, exerceixen també l'agricultura (sèsam, faves, mongetes, tabac) i la pesca; però la seva principal ocupació és la cria de bestiar.
Primitivament van formar un Estat autònom, al cap del qual estava un rei despòtic (Bondu), que va residir primerament a Denab i més tard a Fachoda (avui Kodok); però oprimits i vexats sovint pels egipcis, es van sotmetre a aquests el 1861, fins que amb la Guerra del Mahdí van obtenir la seva independència.
Tot i això, el seu territori es va incorporar al regne egipci del Sudan (1898-99); actualment pertany a la prov, del Nil Superior.

## Per més informació
- Veieu Regne Shilluk